# Pingo National Landmark
Pingo National Landmark är ett 16 km² stort område som skyddar åtta pingoer (jordtäckta iskärnor) 5 kilometer väster om Tuktoyaktuk i Northwest Territories, Kanada. Det ligger i ett kustområde vid Norra ishavet som har 1 350 pingoer, uppskattningsvis en fjärdedel av hela världens pingoer.
Ibyuk pingo som är Kanadas högsta och världens näst högsta pingo, 49 meter, ligger inom det skyddade området. Den växer med 2 cm varje år och uppskattas vara 1 000 år gammal. 

## Djurliv
På grund av områdets ringa storlek är det få djur som lever här året runt. 

### Däggdjur
Renar från Bluenose West och Cape Bathurst ses ibland äta inom området. Större rovdjur som grizzlybjörn, isbjörn och varg kan vandra genom området i jakt på mat. Mindre djur som fjällräv, rödräv och arktisk sisel (Spermophilus parryii) är vanligare här. De relativt torra och sandiga sluttningarna är idealiska för dessa smådjur. 

### Fåglar
Regionen är ett viktigt habitat för häckande och flyttande fåglar, särskilt sjöfågel. Under senvåren är området rastplats för flyttande gäss som prutgås, mindre snögås och bläsgås. Området är också viktigt för mindre sångsvan och lom. Andfåglar, som gräsand, amerikansk kricka, praktejder, ejder och alfågel är vanliga liksom ett varierat utbud av måsar och trutar samt vadare. 